# کفچه‌نوک آفریقایی
کفچه‌نوک آفریقایی (نام علمی: Platalea alba) نام یک گونه از سرده کفچه‌نوک است.